# Bernard Plantapilosa
Bernard zvaný Plantapilosa nebo Plantevelue („chlupatá noha“) byl mladším synem Bernarda ze Septimánie (†844) a Dhuody a vnukem sv. Viléma Akvitánského. Patřil k mocným franským velmožům 9. století s tituly jako markýz z Gothie, hrabě z Toulouse či hrabě z Auvergne.

## Životopis

### Původ
Narodil se 26. března 841 v Uzès jako mladší syn Bernarda ze Septimánie a Dhuody. Krátce po narození byl svým otcem svěřen do soukromé výchovy v klášteře. Rodiče v podstatě nikdy nepoznal. Jeho matka Dhuoda zemřela přirozenou smrtí přibližně roku 843, jeho otec byl následujícího roku 844 popraven vladařem Západofranské říše Karlem II. Holým. Jeho starší bratr Vilém Barcelonský zemřel roku 850 a jiné blízké příbuzné z otcovy strany již neměl.
Jeho děd byl významný velmož císaře Karla Velikého Svatý Vilém Akvitánský.

### Počátek moci
V letech 857 až 868 působil jako laický opat v Brioude a roku 864 získal i hrabství Autun, které jeho rodina v minulosti již vlastnila. Avšak čelil obvinění, že se snažil o úklady proti králi Karlu II. Holému a hrabství mu bylo odebráno či upřeno. Toho se i tak musel vojensky domáhat na Robertu Silném, který Autun vlastnil již od roku 858. Spory trvaly až do roku 866, kdy Robert Silný nalezl smrt v bitvě u Brissathu. Mezi léty 864 až 872 taktéž mohl vlastnit hrabství Rouergue (Rodez). Oproti tomu jiné zdroje uvádí roky 872/874 až 877.
Roku 868 (jinde uvedeno datum 872) se buď zmocnil nebo zdědil hrabství Auvergne, dříve patřící jeho tchánovi Bernardovi z Auvergne. To se stalo postupně těžištěm a centrem jeho moci v oblasti jižní Francie koncem sedmého desetiletí 9. století. Tou dobou se usmířil i s Karlem II. Holým a stal se jeho věrným vazalem. Stalo se to i proto, že oba jeho žalobci, Robert Silný a Ramnulf z Poitou, roku 866 zemřeli v boji proti vikingům.

### Triumvirát tří Bernardů

Francouzské šlechtické domény na počátku 11. století

Období 60. až 80. let 9. století je poněkud nepřehledné z hlediska identifikace šlechtických osob se jménem Bernard v oblasti jižní Francie. Někteří historici uvádí až 11 takových šlechticů, ale co se týká velmožů, jsou zde tři. Vedle Bernarda Plantapilosi je to Bernard, syn Raimonda z Toulouse a Bernard z Gothie. Osudy všech tří velmožů byly zprovázany. Orientace v autenticitě tří Bernardů je poněkud problematická, ale mnohé indicie dokáží jednotlivé osoby poměrně věrohodně identifikovat.
Mladičký princ Karel a formální král Akvitánie se roku 862 pokusil o větší suverénnost svého království a nezávislosti na otci a franském králi Karlu II. Holém. Tím svého otce pobouřil, ten roku 863 vrthl do Akvitánie a nerozvážného prince nechal uvěznit. Spolu s tím zbavil všech lén jeho podporovatele Humfrida z Gothie. Ten reagoval tak, že vtrhl do Toulouského hrabství, to uzurpoval a vyhnal odtud králi věrného hraběte Raimonda. Roku 865 byl Humfrid poražen. Toulouské hrabství obdržel syn Raimunda Bernard, Barcelonské hrabství a gothijský markýzát (Septimánii) Bernard z Gothie, syn Bernarda II. z Poitou.
Jestliže ještě koncem šedesátých let 9. století tvořila trojice Bernardů mocný dvorský triumvirát, roku 872 došlo k tomu, že se souhlasem panovníka nechal Bernard Plantapilosa najatými lidmi sprovodit ze světa Bernarda z Toulouse. Převážnou část jeho majetku, tedy hrabství Toulouse, Rouergue (Rodez) a Limousin získal od krále právě on, v posledních dvou jmenovaných pokud ne titul, tak významné statky.

### Nový vzrůst moci

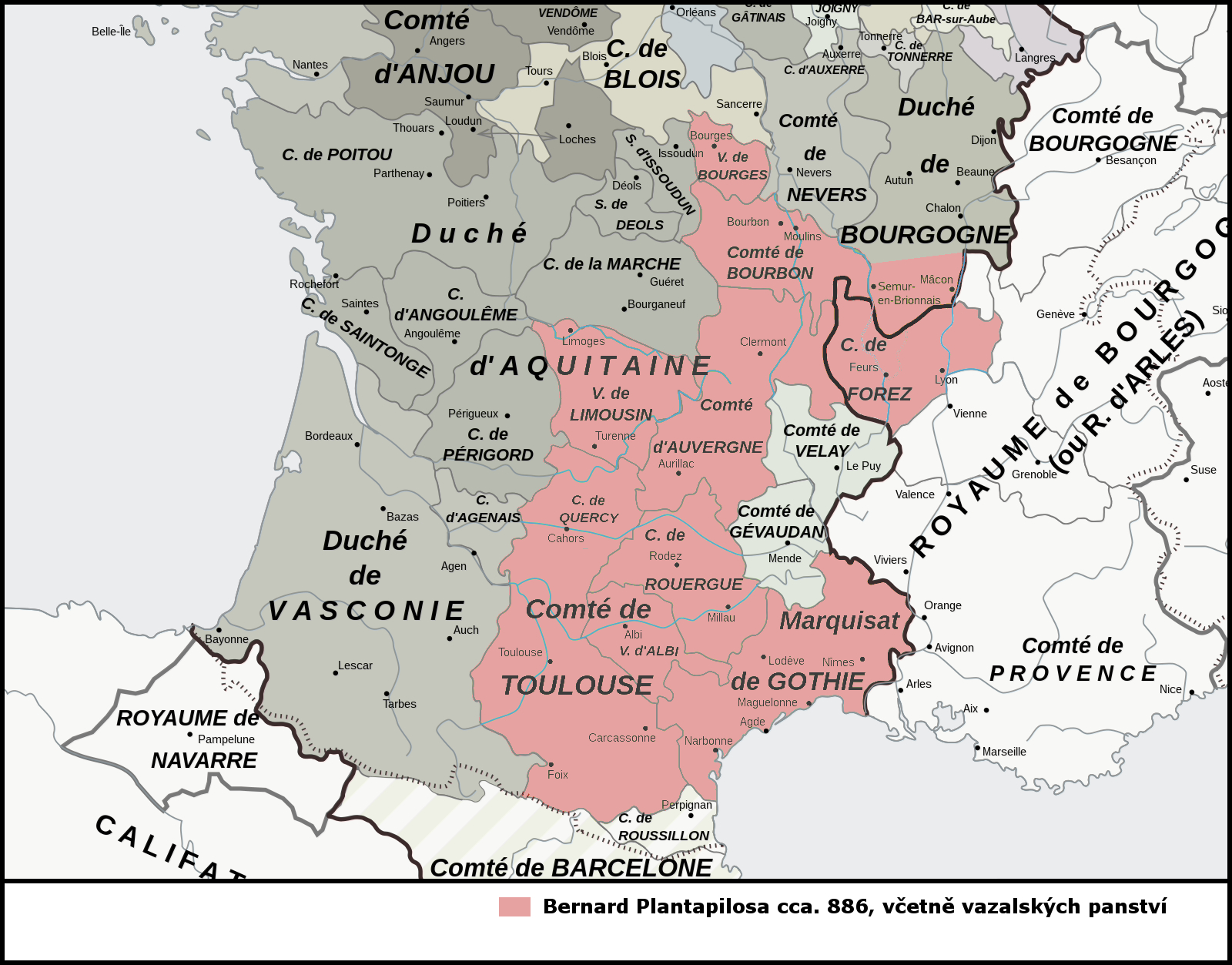
Rozsah lenních držav Bernarda Plantapilosy

Roku 877 probíhala proti císaři vzpoura do které se zapojili nejvlivnější velmožové říše. Bernard Plantapilosa se po jistém váhání postavil na stranu vládnoucího rodu. Smrtí Západořímského krále a císaře Karela II. Holého a nástupem jeho syna Ludvíka II. Koktavého na trůn, se situace zklidnila a většina rebelujících šlechticů složila novému králi hold. Pouze Bernard z Gothie odmítl. Následně byl poražen a zahnán do Autunu, kde roku 879 zemřel. Přitížilo mu i to, že za páchání škody na církevním majetku ho papež Jan VIII. na koncilu v Troyes vyobcoval z církve. Bernard Plantapilosa za svůj postoj a porážku rebelujícího markýze z Gothie obdržel roku 878 hrabství Bourges a markýzát Gothie a stal se tak nejmocnějším královým vazalem na jihu Západofranské říše.
Jedním z rebelujících velmožů, kteří vzdali hold novému králi Ludvíkovi II., byl i Boso z Provence. Nový Západofranský král Ludvík II. však předčasně zesnul 10. dubna 879 a Boso z Provence, sám spřízněn s dynastií Karolingů, neváhal tuto situaci využít a proklamoval se nově provensálským králem.
Odpověď nového Západofranského krále Karlomana II. (vládl 879 – 884) a jeho spoluvládce a bratra Ludvíka III. (vládl 879 – 882), synů a nástupců zesnulého panovníka, byla vcelku rázná. Boso již roku 880 ztratil Mâcon a roku 882 i hlavní město svého království Vienne. Dařilo se mu však po pádu tohoto města i nadále klást karolinským králům odpor, resp. novému vládci Franské říše císaři Karlu III. Tlustému.
Bernard Plantapilosa i z tohoto konfliktu vytěžil pro sebe územní zisky a obdržel roku 880 (ale nejpozději r. 885) území a města Mâcon a roku 885 Lyon
I přes nespornou politickou a vojenskou moc, jakou Bernard Plantapilosa disponoval, se nedochovaly důvěryhodné zprávy o jeho skonu. Listinný falzifikát z 10. či 11. století uvádí, že zemřel v následujících válkách s Bosem z Provence roku 886.

## Rodina
Bernard byl ženat s Ermengardou, dcerou hraběte Bernarda I. z Auvergne. Měli spolu
- syna Viléma I. Zbožného, pozdějšího vévodu akvitánského,
- dceru Adalindu, provdanou za Acfreda z Carcassone.

Dva z jejich synů po smrti Viléma Zbožného získali titul hrabat Auverge a vévodů akvitánských.
Dalšími potencionálními potomky Bernarda a Ermengardy mohli být Warin a Ava, snad řeholníci.